# Armeria hispalensis
Armeria hispalensis es una especie de herbácea de la familia Plumbaginaceae.

## Descripción
Hierba perenne cespitosa de base lignificada, con tallos desprovistos de hojas (escapos) de hasta 90 cm. Hojas todas en roseta basal, de hasta 9 cm, estrechamente lineares, o filiformes con márgenes marcadamante enrollados (convolutos), con 1-3 nervios. Flores hermafroditas, actinomorfas, pentámeras, reunidas en capítulos en el extremo de los escapos, con una vaina de 1,5-3 (-3,3) cm rodeando el extremo de los mismos. Capítulos de 1,5-2,5 cm de diámetro, con un involucro de brácteas coriáceas imbricadas, sin pelos; las externas de anchamente ovadas a redondeadas; las medias más anchas en la parte superior y algo escotadas (obcordadas); las internas más anchas en la parte superior (obovadas). Cáliz de 5-10 mm embudado, inserto oblicuamente sobre el pedicelo y prolongado en la base en un espolón de (1,3-2  (-2,5) mm. Corola con pétalos soldados en la base, embudada, más larga que el cáliz, rosada. Androceo con 5 estambres libres. Ovario súpero, con 5 estilos libres. Fruto en cápsula encerrada en el cáliz, con una sola semilla. Florece y fructifica de primavera a principios de verano. 

## Distribución y hábitat
Endemismo  de Andalucía Occidental .DD (datos insuficientes) según la LRA. Vive en suelos arenosos y baldíos. Amenazada por sobrepastoreo